# Drosophila fuscicostata
Drosophila fuscicostata är en tvåvingeart som beskrevs av Toyohi Okada 1966. Drosophila fuscicostata ingår i släktet Drosophila och familjen daggflugor.
Artens kända utbredningsområde är Nepal och Indien.